# توماس باخ
توماس باخ (زاده ۲۹ دسامبر ۱۹۵۳ میلادی در وورتسبورگ، آلمان) رئیس کنونی کمیته بین‌المللی المپیک است.
او قهرمان شمشیربازی آلمان در المپیک ۱۹۷۶ بوده و در سال ۱۹۹۱ به عضویت IOC درآمد.
او در انتخابات ریاست کمیته بین‌المللی المپیک در سال ۲۰۱۳ به عنوان نهمین رئیس این کمیته انتخاب شد.

## سوابق
او در مقطعی مدیر اجرایی کمپانی آدیداس نیز بوده‌است و ریاست کمیته المپیک آلمان را نیز بر عهده دارد. باخ پیش از ریاست از نایب رئیسان کمیته بین‌المللی المپیک نیز بوده‌است.